# De corazón a corazón (serie de televisión)
De corazón a corazón es un programa religioso católico colombiano, presentado por la Madre. Gabriela del Amor Crucificado, fundadora de la congregación católica colombiana Hermanas Comunicadoras Eucarísticas del Padre Celestial, en cada programa se enseña acerca de Dios y la fe católica. Durante las tres temporadas fueron presentadas por ella y por la Hna. Iris Consolata y en la cuarta temporada, la propia Madre, presenta el programa con Claudia Gómez. 
Este programa comenzó en el año 2002 por el canal católico EWTN, en su señal en español y terminó en el año de 2007. Actualmente lo transmiten por este mismo canal. 

## Sinopsis

### Primera Temporada
Iris es una joven que poco conoce a Dios, estudia la carrera de medicina y cada que tiene una dificultad va a donde la Hna. Gabriela para que la aconseje. 
En esta temporada hablan todo lo relacionado con la oración.

### Segunda Temporada
Luego de que Iris aprendiera más sobre quien es Jesús y como acercase a él a través de la oración, vuelve a donde la Hna. Gabriela y en es en esta temporada donde se tratan temas como el sufrimiento. Iris entiende más el tema al ver lo que le ocurre a su amiga Carolina.

### Tercera Temporada
En esta temporada la Hna. Gabriela le explica a Iris lo relacionado con el amor de Dios, sobre la vocación y el matrimonio. En esta temporada Iris se vuelve religiosa. Además aparecen nuevos personajes como la Hna. Daniela de la Santa Paz y la Madre María de los Angeles. Esta es la última temporada donde aparece Iris como protagonista.

### Cuarta Temporada
Han pasado varios años y la Hna. Gabriela, junto con la Hna. Iris, la Hna. Daniela y las demás hermanas comunicadoras están trabajando en los medios muy a fondo. En esta temporada aparece una nueva integrante llamada Nathalia (Claudia Gómez), una joven poco católica que no conoce muy bien a Dios, ni tampoco su fe. La Hna. Gabriela trata de cambiar su pensamiento con amor.

## Locaciones
Las grabaciones se hacen en Bucaramanga, Colombia.